# Episodi di Harry's Law (prima stagione)
La prima stagione della serie televisiva Harry's Law, composta da 12 episodi, è stata trasmessa negli Stati Uniti dal 17 gennaio al 4 aprile 2011 su NBC.
In Italia la stagione va in onda dal 15 settembre 2011 su Mya. La prima stagione viene trasmessa su Top Crime dal 17 agosto 2013
| nº | Titolo originale        | Titolo italiano              | Prima TV USA     | Prima TV Italia   |
| -- | ----------------------- | ---------------------------- | ---------------- | ----------------- |
| 1  | Pilot                   | Ricomincio da zero           | 17 gennaio 2011  | 15 settembre 2011 |
| 2  | Heat of Passion         | Il calore della passione     | 24 gennaio 2011  | 22 settembre 2011 |
| 3  | Innocent Man            | Uomo innocente               | 31 gennaio 2011  | 29 settembre 2011 |
| 4  | Wheels of Justice       | Contro i giganti             | 7 febbraio 2011  | 6 ottobre 2011    |
| 5  | A Day in the Life       | Un giorno nella vita         | 14 febbraio 2011 | 13 ottobre 2011   |
| 6  | Bangers in the House    | L'ago della bilancia         | 21 febbraio 2011 | 20 ottobre 2011   |
| 7  | American Dreams         | Il sogno americano           | 28 febbraio 2011 | 27 ottobre 2011   |
| 8  | In the Ghetto           | In the Ghetto                | 7 marzo 2011     | 3 novembre 2011   |
| 9  | The Fragile Beast       | Le fragili creature          | 14 marzo 2011    | 10 novembre 2011  |
| 10 | Send in the Clowns      | L'avvocato delle cause perse | 21 marzo 2011    | 17 novembre 2011  |
| 11 | With Friends Like These | Con amici come questi...     | 28 marzo 2011    | 24 novembre 2011  |
| 12 | Last Dance              | Le regole del gioco          | 4 aprile 2011    | 1º dicembre 2011  |